# زنده‌مانی ژنتیکی

گلوگاه جمعیت می‌تواند زنده‌مانی ژنتیکی را کاهش دهد و منجر به انقراض احتمالی شود

زنده‌مانی ژنتیکی (به انگلیسی: Genetic viability) توانایی ژن‌های موجود برای اجازه دادن به سلول، جاندار یا جمعیت برای زنده ماندن و تولید مثل است. این اصطلاح عموماً به معنای شانس یا توانایی یک جمعیت برای پرهیز از مشکلات درون‌زایی است. زنده‌مانی ژنتیکی کمتر رایج می‌تواند در رابطه با یک سلول یا در سطح فردی نیز مورد استفاده قرار گیرد.